# Barbus petitjeani
Barbus petitjeani är en fiskart som beskrevs av Jacques Daget 1962. Barbus petitjeani ingår i släktet Barbus och familjen karpfiskar. IUCN kategoriserar arten globalt som sårbar. Inga underarter finns listade.